# 三河三弘法
三河三弘法（みかわさんこうぼう）は、愛知県の西三河地方にある霊場巡礼（弘法大師信仰）。

## 歴史
弘仁5年（814年）、東国を行脚していた弘法大師（空海）は三河国を巡り、遍照院・西福寺・密蔵院に立ち寄って自ら本尊となる大師像を刻んだと伝わる。この逸話をもとに三河三弘法が開かれたが、開創年や開創者は定かではない。弘法大師が開いた真言宗の寺院は遍照院のみであり、西福寺は曹洞宗、密蔵院は臨済宗である。なお、3寺院とも三河新四国八十八ヶ所霊場にも選定されている。3寺院とも「弘法町弘法山」「大師」「南弘法」と弘法大師にまつわる地名の場所にある。
弘法大師の月命日にあたる旧暦の毎月21日、名鉄バスによって名鉄名古屋本線・三河線の知立駅と遍照院を結ぶ路線バスが運行される。また、知立駅には遍照院の遙拝所が安置されている。

## 霊場一覧
| 番号  | 山号   | 名称   | 宗派           | 弘法大師       | 住所                   | 他の霊場                                          |
| ----- | ------ | ------ | -------------- | -------------- | ---------------------- | ------------------------------------------------- |
| 第1番 | 弘法山 | 遍照院 | 真言宗豊山派   | 見返り弘法大師 | 知立市弘法町弘法山19   | 三河新四国八十八ヶ所霊場 東海三十六不動尊霊場     |
| 第2番 | 大仙山 | 西福寺 | 曹洞宗         | 見送り弘法大師 | 刈谷市一ツ木町字大師27 | 三河新四国八十八ヶ所霊場 三河白寿観音十八ヶ所霊場 |
| 第3番 | 天目山 | 密蔵院 | 臨済宗永源寺派 | 流涕弘法大師   | 刈谷市一里山町南弘法24 | 三河新四国八十八ヶ所霊場                          |

## ギャラリー
- 第1番 遍照院
- 第2番 西福寺
- 第3番 密蔵院